# Cobra (1925)
Cobra ist ein 1924 gedrehtes, US-amerikanisches Stummfilmdrama mit Rudolph Valentino in der Hauptrolle.

## Handlung
Graf Rodrigo Torriani ist ein italienischer Edelmann vom Scheitel bis zur Sohle. Als weltgewandter, charmanter Freigeist sind die Frauen, die er „Cobras“ nennt, seine große Schwäche. Diese Schwäche kostet den Casanova sehr viel Geld, und eines Tages ist er fast pleite. Da erhält Rodrigo zu seinem großen Glück eine Einladung von seinem amerikanischen Freund Jack Dorning, nach New York zu kommen. Der Graf könne sich dort, so verspricht Jack, seinen Lebensunterhalt als Experte für Antiquitäten verdienen. Diese Arbeit gibt Rodrigo viel, aber noch mehr hält ihn die dortige Frauenwelt, die ihm eine stetige Versuchung und Herausforderung ist, in Atem. Besonders Jacks Sekretärin Mary Drake und eine frühere Freundin, die hübsche Elise, nunmehr Jacks Gattin, haben es ihm angetan. Als Jack Dorning eines Tages einmal außer Haus ist, macht Elise Rodrigo klar, dass sie verrückt nach ihm ist und ihn noch immer liebt.
Beide verabreden daraufhin ein geheimes Rendezvous in einem Hotel. Im letzten Moment meldet sich bei dem italienischen Nobelmann das Gewissen. Er will seinen besten Freund nicht hintergehen, und bläst kurzfristig das ebenso klandestine wie konspirative Liebestreffen ab. Diese Entscheidung soll Rodrigos Leben retten, denn in der kommenden Nacht brennt das Hotel bis auf die Grundmauern nieder. Dabei kommt Elise ums Leben. Angesichts seines freiwilligen Verzichts auf Elise aufgrund moralischer Bedenken wendet sich der italienische Schönling nunmehr ganz und gar der Sekretärin Mary zu, die er unbedingt zu erobern trachtet. Doch Elises Flammentod hat in ihm etwas verändert. Rodrigo überdenkt sein Leben und versucht, Jack und Mary zusammenzubringen. Beide heiraten schließlich. Rodrigo aber bleibt als „einsamer Wolf“ zurück und entscheidet sich dafür, New York den Rücken zuzukehren. In der Schlussszene sieht man Graf Torriani auf dem Schiff in die weite Ferne, aufs Meer und auf die Freiheitsstatue, blicken, während der Ozeanriese in Richtung Europa ablegt.

## Produktionsnotizen
Cobra, einer der unbekanntesten Filme Rudolph Valentinos in seiner erfolgreichsten Schaffensphase (1921–1926), entstand zwar bereits 1924, vor Valentinos vorletztem Film Der Adler, lief aber wenige Wochen nach diesem, am 30. November 1925, in den Vereinigten Staaten an. Der Grund dafür war, dass die Produktionsfirma Paramount Pictures nach den ausufernden Produktionskosten von Cobra mit dem als unbefriedigend erachteten Filmschluss unglücklich war und eine negative Reaktion bei Presse und Publikum befürchtete, die einen schweren Einbruch der Einnahmen zur Folge gehabt hätte. Da Valentinos Folgefilm Der Adler als gelungener und publikumsaffiner erachtet wurde, wartete man zunächst dessen Premiere (8. November 1925) ab, um im Sog des zu erwartenden Kassenerfolges Cobra nachzuschieben.
Ob in Deutschland der Film je in die Kinos kam, ist derzeit nicht nachzuweisen. In Österreich wurde Cobra als Sechsakter für den 17. Dezember 1926 angekündigt. Dort lief der Streifen sowohl unter dem Originaltitel als auch unter dem Zweittitel Der Letzte seines Geschlechtes.
Cobra ist auf DVD erhältlich.

## Kritiken
„Das Originalthema von Martin Brown's Stück "Cobra", das für einen weiblichen Star geschrieben wurde, hat die Filmhersteller offensichtlich verwirrt in ihrem Versuch, das Ganze zu einem männlichen Vehikel für Rudolph Valentino umzumodeln. Daher hat diese Hauptidee nur dürftigen Widerhall in dieser Filmfassung gefunden. Die Erzählung ist, erst einmal entfaltet, nur mäßig unterhaltsam. (…) Casson Ferguson … spielt die sympathische Rolle des Dorning auf eine irgendwie stereotype Weise. Fräulein Naldi, deren Augen perfekt zu denen von Herrn Valentino passen, macht das Beste aus einem schlechten Geschäft. Herrn Valentinos Schauspielkunst ist akzeptabel, aber er steht seinen häufig ausgeschlachtetem Äußeren nicht gleichgültig gegenüber.“

„Die erste unabhängige Produktion des Stars fand keinen Applaus und wurde als Fehlschlag bezeichnet, erdacht von seiner Frau Natasha Rambova, die mit ihm in einer Tanzszene auftritt.“

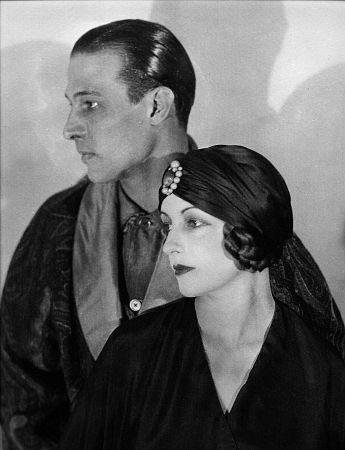
Rudolph Valentino und Natacha Rambova 1924.

Paimann’s Filmlisten resümierte: „Das Sujet ist, von einem etwas unvermittelten Schlusse abgesehen, ganz ansprechend gearbeitet, während die Hauptanziehungskraft des Films die Verkörperung der männlichen Hauptrolle durch den ebenso schönen als unpersönlichen Valentino darstellt. Die Aufmachung ist sauber, die Photographie ungleich. Eine sorgfältigere Bearbeitung der Titel würde den Eindruck des Films heben.“